# Swietłana Bubnienkowa
Swietłana Jurjewna Bubnienkowa-Stołbowa (ros. Светлана Юрьевна Бубненкова-Столбова, ur. 2 stycznia 1973 w Iżewsku) – rosyjska kolarka szosowa i torowa, dwukrotna mistrzyni świata w kolarstwie szosowym.

## Kariera
Pierwszy sukces w karierze Swietłana Bubnienkowa osiągnęła w 1993 roku, kiedy wspólnie z Olgą Sokołową, Aleksandrą Kolasiewą i Walentiną Połchanową zdobyła złoty medal w drużynowej jeździe na czas mistrzostw świata w Oslo. Wynik ten Rosjanki w identycznym składzie powtórzyły na rozgrywanych rok później mistrzostwach świata w Agrigento. Ponadto zwyciężyła między innymi w Trofeo Alfredo Binda i Giro d'Italia Femminile w 2002 roku, Emakumeen Euskal Bira w 2005 roku oraz Giro del Trentino Internazionale Femminile w 2005 i 2006 roku. W 1996 roku wystartowała na igrzyskach olimpijskich w Atlancie, gdzie nie ukończyła wyścigu ze startu wspólnego, a w indywidualnej jeździe na czas była osiemnasta. na dwóch kolejnych edycjach tej imprezy startowała tylko w wyścigu szosowym: na igrzyskach w Sydney była piąta, a na igrzyskach w Atenach ponownie nie ukończyła rywalizacji. Jest wielokrotną medalistką szosowych mistrzostw kraju, a w 2011 roku zdobyła także brązowy medal na torze - w drużynowym wyścigu na dochodzenie.
Podczas Tour de Limousin w 2006 roku w jej organizmie wykryto EPO, za co Francuska Agencja Antydopingowa zawiesiła ją na dwa lata. Wkrótce została zawieszona także przez UCI, jednak startowała jeszcze do połowy 2007 roku. Później została zdyskwalifikowana i do zawodowego kolarstwa powróciła dopiero w 2009 roku.